# Mór Jókai
Mór Jókai (18. února 1825 Komárno – 5. května 1904 Budapešť) byl maďarský spisovatel, publicista a politik. Patřil k nejpopulárnějším autorům historicko romantických románů ve 2. polovině 19. století. Byl jedním z aktérů maďarské revoluce v roce 1848 a politice se věnoval až do pozdního věku.

## Život

### Původ a studium
Narodil se v Komárně (Komárom), kde měl jeho otec, maďarský šlechtic Jozsef Jókay de Ásva rodinný majetek. Poté, co byl nucen prodat své pozemky, stal se právníkem a soudcem správní rady. Matka Marie pocházela ze šlechtického rodu Pulayů. Móricz byl jejich pátým dítětem, dva bratři však zemřeli v dětském věku. Zhruba od roku 1848 začal používat zkrácené jméno Mór a pod jménem Mór Jókai publikoval své nejznámější romány.
Oba rodiče byli vzdělaní, otec miloval literaturu, psal poezii a vyprávěl o svých životních zážitcích, rád maloval. Vnímavý Moricz po svých rodičích zdědil umělecké sklony. Měl výtvarný talent a již v devíti letech mu byly v tisku vydány dvě krátké básně. V roce 1831 začal v Komárně chodit do základní školy a po čtyřech letech byl poslán na studia do Bratislavy. Byl vynikající student, naučil se německy a latinsky, základy řečtiny. V roce 1837 mu zemřel otec a Moricz se vrátil do Komárna, kde další tři roky studoval na střední škole. Ve školním roce 1841–1842 se připravoval k maturitě na škole ve městě Pápa, kde se seznámil s Sándorem Petöfim, který se stal jeho dlouholetým přítelem. Maturitu složil s vynikajícím prospěchem a současně se věnoval literární činnosti. Napsal několik drobných črt a lyrických básní. Jeho velkým vzorem byl francouzský spisovatel Victor Hugo.
Na matčino přání začal studovat právo v Kecskemétu. Ve volném čase maloval, hrál divadlo, režíroval. V roce 1842 zde napsal hru Židovský chlapec.
Po skončení studií pracoval jako advokátní koncipient v Pešti. Petöfi, který byl v té době již slavným básníkem, ho uvedl mezi další literáty. Jókai se zde představil se svou novelou Ostrov nepean. V létě 1845 pobýval v Komárně u své matky, kde se připravoval na obhajobu právnického titulu. Věnoval se také malování a napsal román Všední dny. V roce 1846 získal právnický titul a vyhrál svůj první proces. Po velkém úspěchu svého románu se však rozhodl, že se stane spisovatelem a svůj další život zasvětil pouze psaní.

### Literární činnost a revoluce 1848

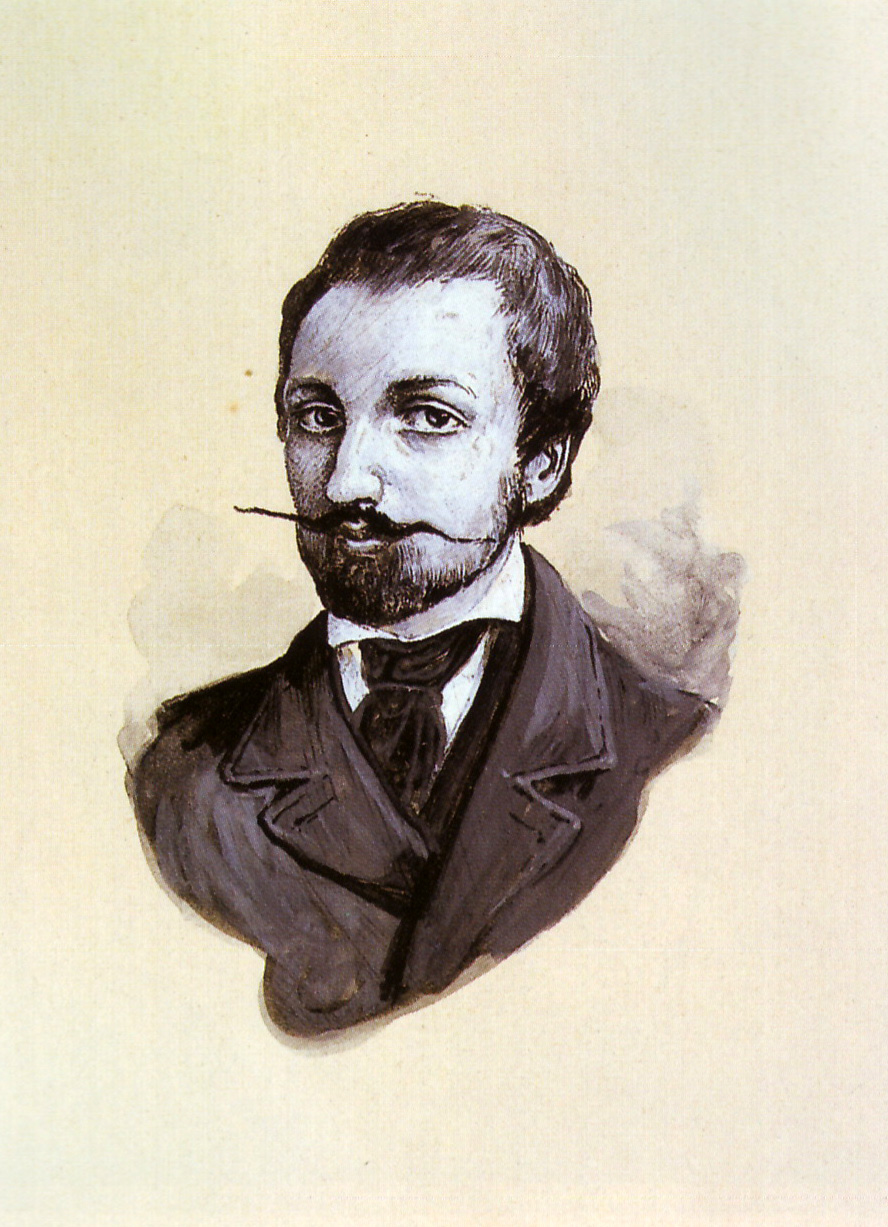
vlastní portrét, 1849

Příležitost k publikování viděl v práci pro noviny, vedl divadelní rubriku v literárním časopise Életképek. Stal se členem Společnosti deseti (později se přejmenovala na Mladé Maďarsko), kterou pod vedením Petöfiho založilo deset mladých literátů, stoupenců nového směru v intencích francouzské romantické školy. Připojili se k revoluci, která v roce 1848 vypukla ve Vídni a brzy se rozšířila do Uher. Vypracovali provolání proti habsburské vládě a vydali ho tiskem. Ve svém časopise a na lidových shromážděních v Budapešti burcovali proti monarchii a volali po demokracii. Začal používat jméno Mór Jókai místo šlechticky znějícího Jókay pod svými články, kterými podporoval národní politiku.
V té době se Jókai seznámil se známou herečkou Rózou Laborfalvi a nějaký čas spolu žili v Petöfiho bytě. V srpnu došlo k roztržce mezi Jókaiem a Petöfim, který nesouhlasil s jeho chystanou svatbou s Rózou, protože byla starší a měla již nemanželskou dceru. Další příčinou konce jejich přátelství mohly být i politické neshody.
V září 1848 se Jókai připojil k povstání Lájose Kossutha, následoval jeho vojska na místa bojů a podporoval revoluční vládu v novinových článcích. Po porážce u Világosu se několik měsíců ukrýval, protože mu hrozil trest smrti. Nakonec byl omilostněn i s přispěním své manželky, která využila svých vlivných známostí, ale dlouho žil pod policejním dohledem. V roce 1850 se vrátil k literární činnosti, zpočátku pod pseudonymem János Kovácz. Zážitky z bojů se mu staly inspirací pro mnohá díla, jejíchž cílem bylo posílit národnostní uvědomění a maďarský jazyk. Od té doby napsal řadu románů a získal obrovskou popularitu. V roce 1852 vyšel román Zlatý věk z období třicetileté války v Sedmihradsku, na který dějově navázal román Otroci padišáhovi (česky též jako Turecký svět v Uhrách). O rok později vydal jeden ze svých nejslavnějších románů Uherský nabob s pokračováním Zoltán Karpáthy. Jeho literární sláva se šířila po celé Evropě. V Čechách se první překlad objevil již v roce 1856.

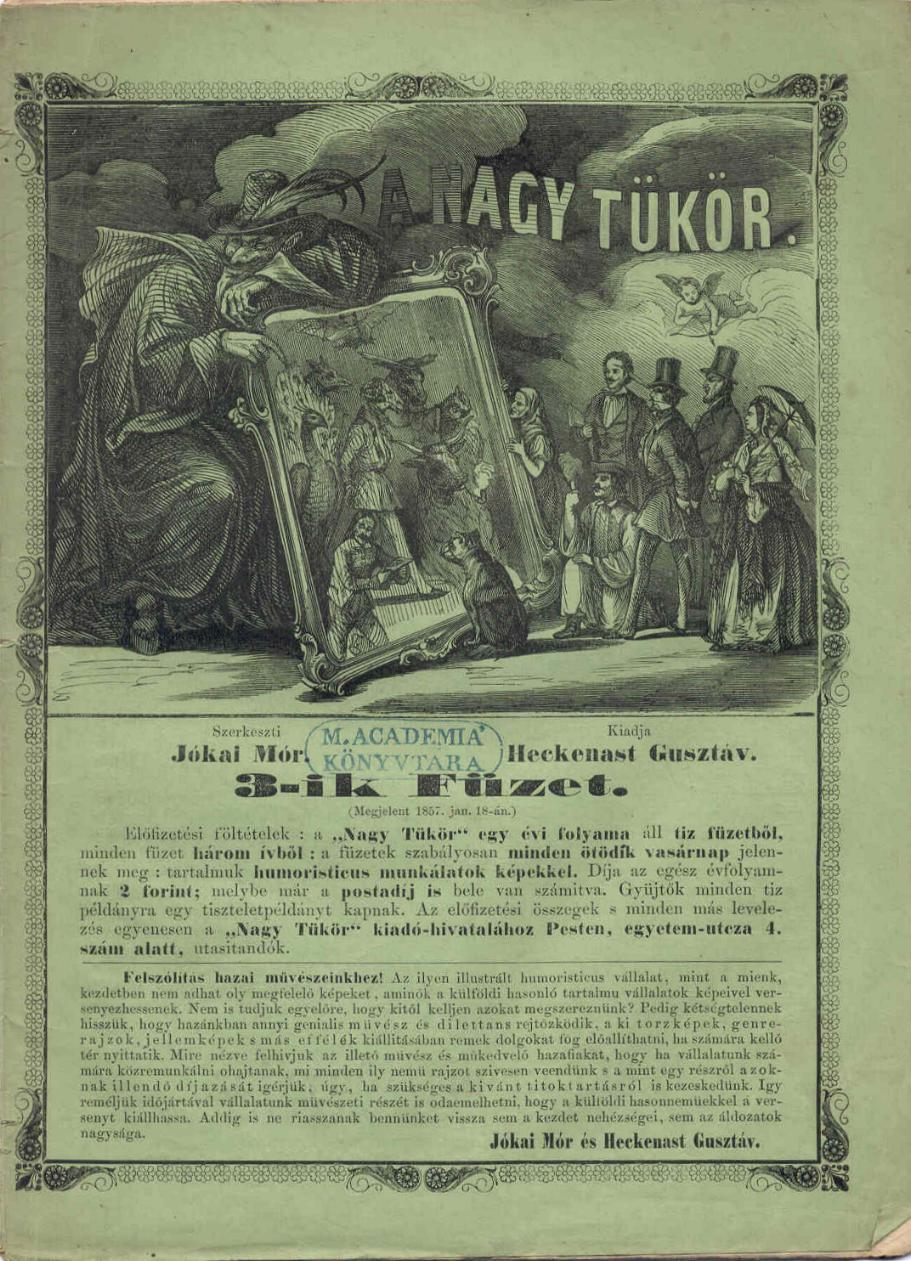
titulní strana časopisu Velké zrcadlo (1857)

### Publicistická a politická činnost
Jókai stále spolupracoval s novinami, v roce 1856 založil humoristický obrázkový časopis Velké zrcadlo a zasloužil se o shromažďování maďarského lidového humoru. Od roku 1861 se aktivně zapojil do politického života jako poslanec rakouského parlamentu. V roce 1863 založil politický deník Hon a bojoval za autonomii Maďarska. Byl odsouzen k jednomu roku vězení, ztrátě šlechtického titulu a pokutě, ale po měsíci byl z milosti císaře propuštěn. Po rakousko-uherském vyrovnání v roce 1867 jako poslanec za liberální stranu podporoval vládu premiéra Kálmána Tisza. V politické i novinářské činnosti pokračoval až do roku 1897, kdy ho císař jmenoval členem horní komory Říšské rady. V dubnu 1894 pronesl smuteční projev na pohřbu Lajosse Kossutha. V roce 1896 vystoupil proti šovinismu a podněcování k válce na kongresu Meziparlamentní unie v Bruselu, což bylo vyvrcholením jeho dlouhodobých mírových aktivit.

### Osobní život

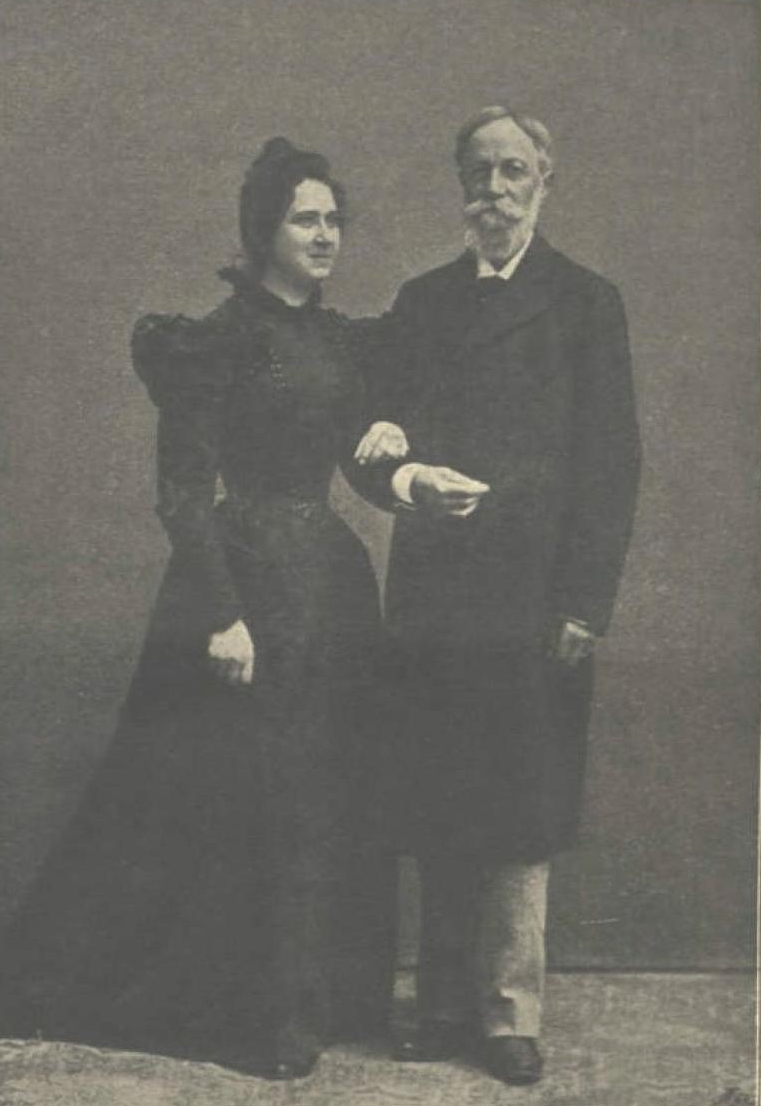
Mór Jókai a jeho druhá manželka Bella Nagyová

Byl velmi pilný spisovatel, každý den psal od úsvitu do deseti hodin. Potom se věnoval dalším povinnostem politika a publicisty. Byl také dobrým malířem a řezbářem. Miloval přírodu a v roce 1853 zakoupil v Budapešti ve čtvrti Švábsko pozemek, na kterém si postavil domek se zahradou a vinicí. Mnoho let tam pěstoval ovoce a užíval si klidu a samoty. Později si koupil vilu v Balatonfüredu, kde s manželkou trávili až do její smrti v roce 1886 každé léto. Potom žil v domě své adoptivní dcery Rózy (vnučky jeho manželky), která byla provdána za malíře Árpáda Fesztyho.
V roce 1897 se seznámil s Bellou Nagyovou, kterou podporoval v její snaze stát se herečkou. Na podzim roku 1899 se čtyřiasedmdesátiletý Jókai s dvacetiletou Bellou, dcerou židovského lékaře, oženil. Událost vyvolala velký skandál a projevila se i v poklesu prodejnosti jeho knih. Proti sňatku se postavila také adoptivní dcera. Novomanželé trávili mnoho času v cizině, v roce 1902 byli nadšeně uvítání v Rumunsku. Léto 1903 prožili v domě u Balatonu, v zimě odjeli na francouzskou Riviéru. Pobyt v Nice, kde trávili několik měsíců, prospíval jeho zdraví a Jókai stále pracoval. Po návratu do Budapešti se nachladil a dne 5. května 1904 zemřel ve svém bytě na zápal plic.
Na poslední cestě ho doprovázelo několik tisíc lidí, včetně zástupců císařského dvora, delegací z krajů a měst celého Uherska. Byl pohřben na hřbitově Kerepesi (národní hřbitov Fiumei Road) v Budapešti. V roce 1928 zde byla zřízena impozantní hrobka. Architekti respektovali jeho přání, aby nad hrobem nebyl žádný kámen.
Ve své závěti jmenoval univerzálním dědicem svou manželku. Proti ní podala žalobu adoptivní dcera Róza Fesztyová a v roce 1907 se dohodli na mimosoudním vyrovnání. Další žaloba proběhla ve dvacátých letech a byla uzavřena v roce 1927 definitivní dohodou o rozdělení podílu na autorských právech.

### Ocenění

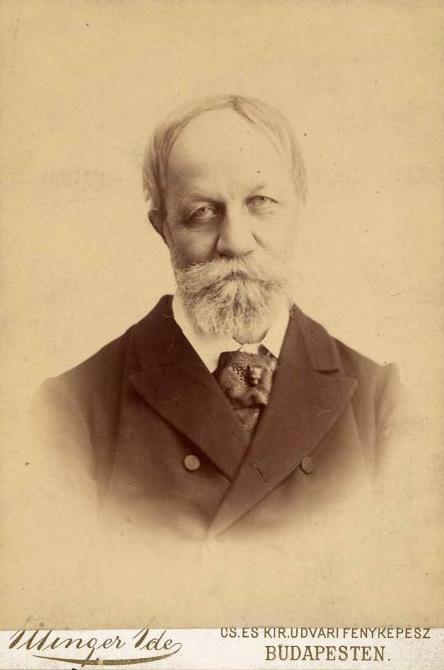
Mór Jókai, fotografie kolem roku 1890

Jókai byl členem mnoha maďarských společenských a charitativních organizací. Od roku 1861 působil v Maďarské akademii věd, nejprve jako člen-korespondent, později řádný a čestný člen. V roce 1876 ho císař František Josef I. vyznamenal řádem svatého Štěpána. V roce 1885 se Jókai setkal s korunním princem Rudolfem, kterému pomáhal upravit pro maďarské vydání jeho historii rakousko-uherské monarchie.
K padesátému výročí své literární činnosti v roce 1894 byl spisovatel zahrnut velkými poctami. Uznání mu vyslovovali nejen představitelé významných šlechtických rodů, ale mnoho občanů z celého Maďarska mu posílalo dárky a upomínkové předměty. Stal se čestným občanem Budapešti a Szegedu. Byl vyznamenán řadou medailí, srbský král mu udělil velký kříž řádu svatého Sávy, získal čestný doktorát z humanitních věd Královské maďarské univerzity v Budapešti. Byla vydána jubilejní stosvazková edice jeho beletristických prací.

## Dílo

### Romány
Jeho dílo je velmi obsáhlé, čítá více než sto románů, řadu novel a povídek. Bylo přeloženo do více než 20 jazyků. Ve Francii byl Jókai nazýván maďarským Dumasem. Patřil k oblíbeným autorům britské královny Viktorie a v Anglii byl srovnáván s Dickensem. Pro maďarskou literaturu má podobný význam jako Alois Jirásek pro českou, nejen kvantitou knih, ale i žánrem, Jókai se věnuje především historickým tématům významným pro formování moderního maďarského národa. A stejně jako Jirásek podává historické události, tak aby ladily s názory a přesvědčením maďarského čtenáře na přelomu 19. a 20. století.
Charakteristickým rysem Jókaiova díla je žánrová rozmanitost. Jeho romanticko–realistické romány jsou založeny na vypravěčském umění, děj je spletitý a má překvapivý závěr. Často vycházejí z historických příběhů s dobrodružnými prvky. Čerpají z maďarských dějin a popisují jejich boje s Turky. Obsahují bohatý a přesný popis krajiny a reálného prostředí. Mají i humorné ladění. Postavy však postrádají psychologický rozměr. Dokázal zaujmout a udržet čtenáře v napětí už i názvy kapitol. Vrcholné tvůrčí období prožíval mezi lety 1850 až 1875. Pozdější romány, v nichž převládá dobrodružný prvek, vykazují již určitou rutinu a povrchnost.
V prvních velkých románech Uherský Nabob (1853) a Zoltán Karpáthy (1854) líčí romanticky politický a kulturní život v Uhrách prvé poloviny 19. století, boj za nezávislý stát i boj s velkou povodní roku 1838. Současně je v nich patrný jeho obdiv k tradicím šlechtických rodů, který později ustupuje kritickému nadhledu v románu o šlechtici-zbojníkovi Chudí boháči (1860). V padesátých letech vyšly jeho romány s náměty z turecké historie jako Bílá růže, Zlatý věk Sedmihradska, Turecký svět, Poslední dny janičářů, v nichž podrobně líčí svět orientu a přináší nový pohled na Turky. Knihu Nový zeměpán (Nový statkář) z roku 1863, příběh o rakouském generálovi, který pod vlivem maďarského statkáře nakonec přijme maďarský způsob života a stane se maďarským vlastencem, si oblíbila královna Viktorie.
Zkušenosti z revolučních událostí roku 1848 ho inspirovaly k napsání románu Synové muže kamenného srdce (1869), který měl úspěch především v zahraničí.
Začátkem sedmdesátých let se hrdiny jeho románů stávají podnikatelé usilující o získání bohatství a životního štěstí: Černé démanty (1870), Zlatý člověk (česky též Dvojí život) (1872). V posledních dekádách 19. století v jeho tvorbě převládaly historicko–romantické příběhy, z nichž k nejznámějším patří Životopis hraběte Móricze Benyovszkého, Dva Trenkové, Rákocziho syn, Rab Ráby. Za román Paní s očima jako moře z období revoluce 1848 mu byla v roce 1890 udělena cena Akademie. 
Tematicky výjimečný v jeho tvorbě je utopický Román příštího století (1872), který lze označit za rané dílo science fiction. Dvousvazkový román formou utopie reaguje na dobovou mezinárodní politickou a hospodářskou situaci, popisuje politické a mocenské vztahy v Evropě i mezi Ruskem a Amerikou v horizontu padesátých let 20. století. Navzdory romantickému příběhu obsahuje předpověď světové války i vytvoření totalitního státu, v němž lidský život a s ním spojené hodnoty přestávají mít jakoukoli cenu. Neméně důležitý je technický rozvoj a nasazení letadel při bojových akcích. Vzhledem k tomu, že dílo mohlo být vnímáno jako předpověď hrůz způsobených stalinským režimem v Sovětském svazu, byla kniha v Maďarsku po druhé světové válce zakázána.

### Překlady do češtiny
Významnou současnou překladatelkou jeho díla do češtiny je Anna Valentová.
- JÓKAI, Mór: Jednou a na věky, Politika, Praha 1884.
- JÓKAI, Mór: Černé démanty, Politika, Praha 1885.
- JÓKAI, Mór: Milován až na popraviště, Fr. Borový, Praha 1926, překlad Gustav Narcis Mayerhoffer.
- JÓKAI, Mór: Zoltán Karpáthy, Fr. Borový, Praha 1926, překlad Gustav Narcis Mayerhoffer.
- JÓKAI, Mór: Synové muže kamenného srdce, Naše vojsko, Praha 1959, překlad Ladislav Hradský
- JÓKAI, Mór: Magister Kaminarius, Smena, 1968 (slovensky)
- JÓKAI, Mór: Rab Ráby, LIdové nakladatelství, Praha 1971, překlad Ladislav Hradský
- JÓKAI, Mór: Syn uherského naboba, Odeon, Praha 1977, překlad Anna Valentová

## Fotogalerie

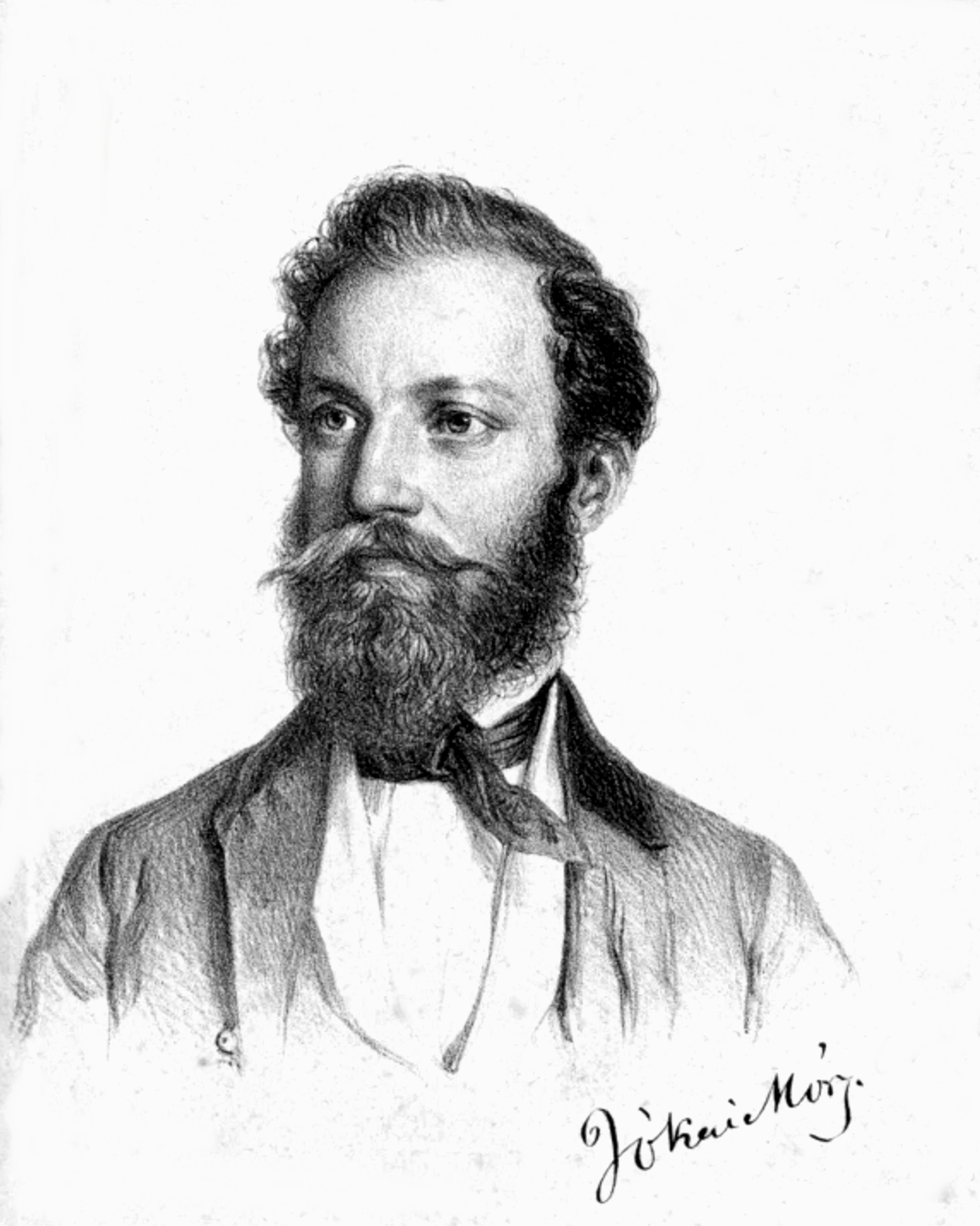
Mór Jókai (1854)
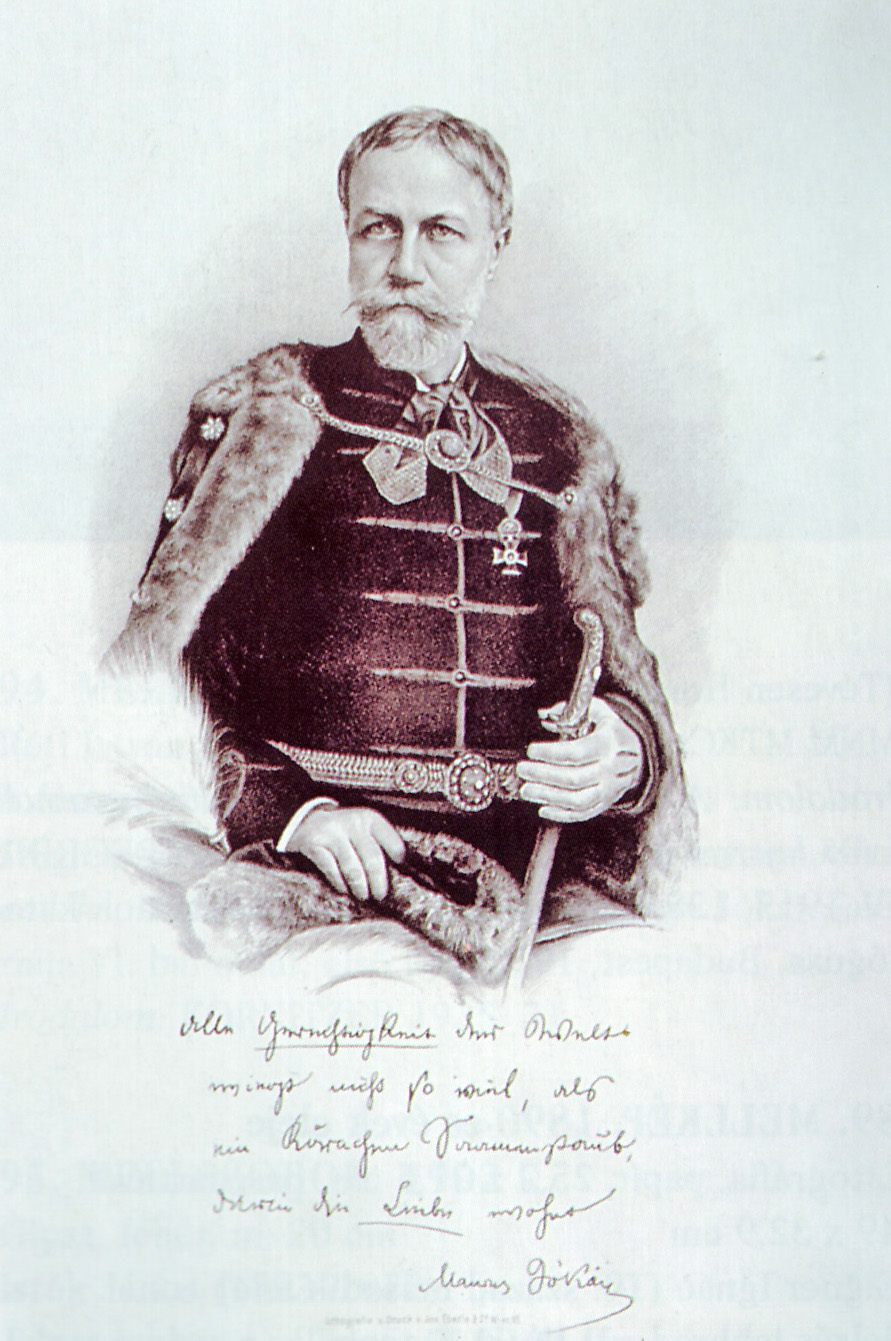
Mór Jókai (1887)
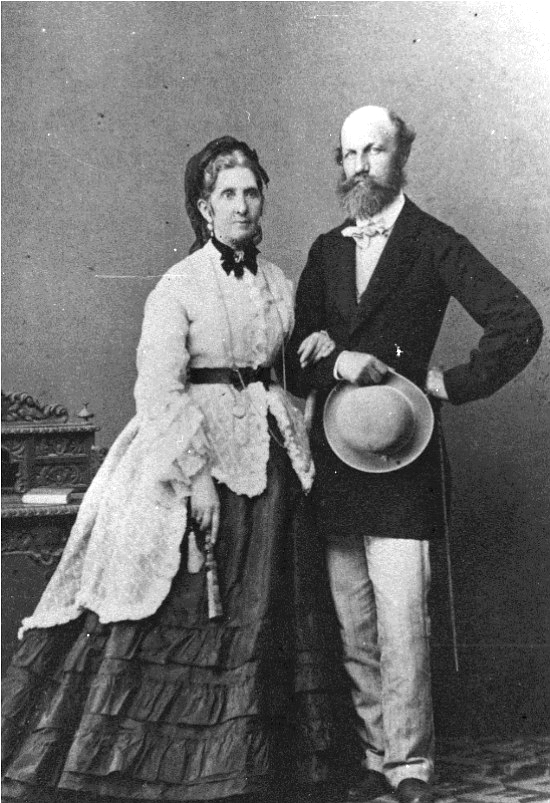
Jókai s první manželkou Rózou Laborfalviovou
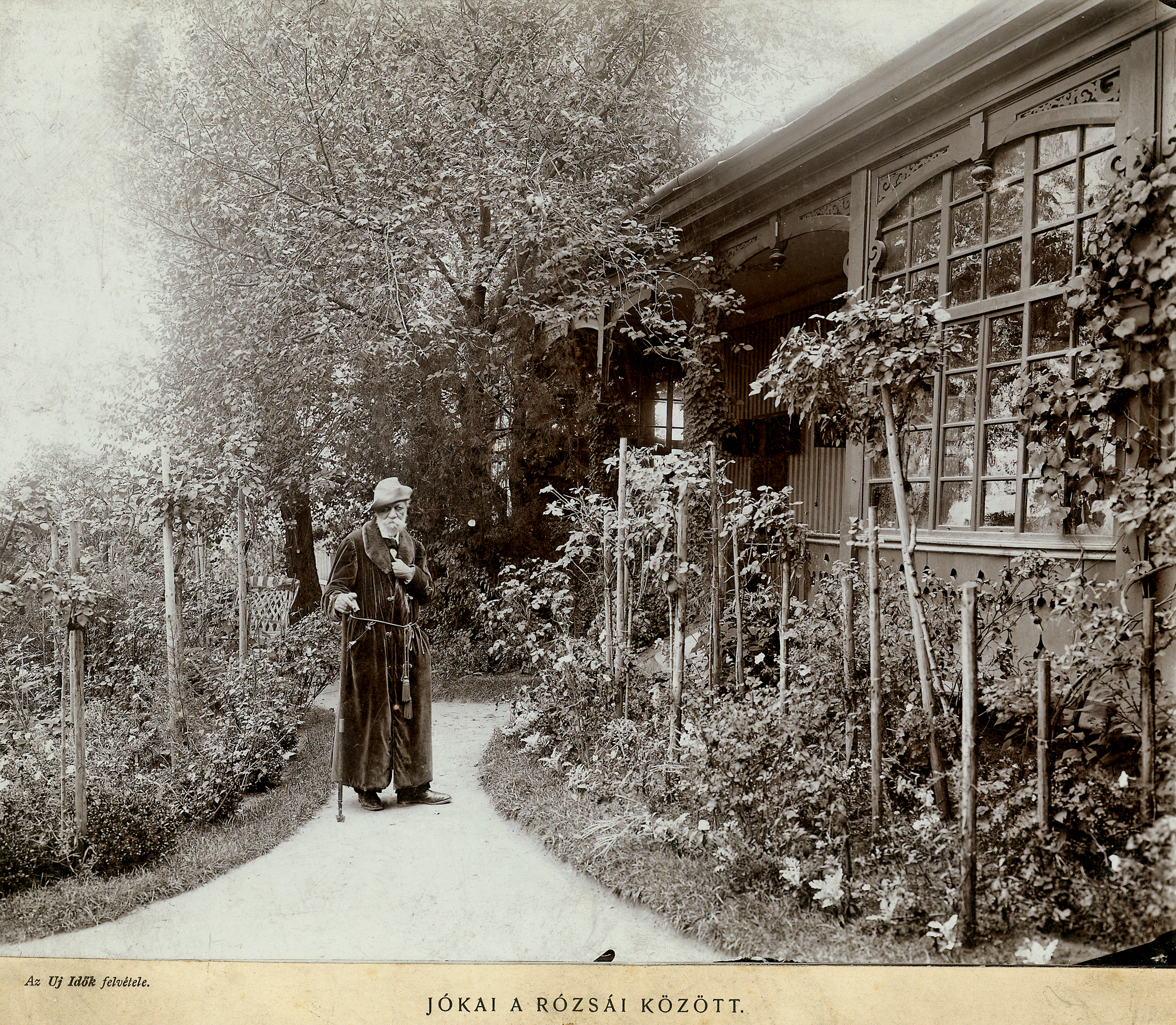
Jókai u svého zahradního domku ve Švábské čtvrti
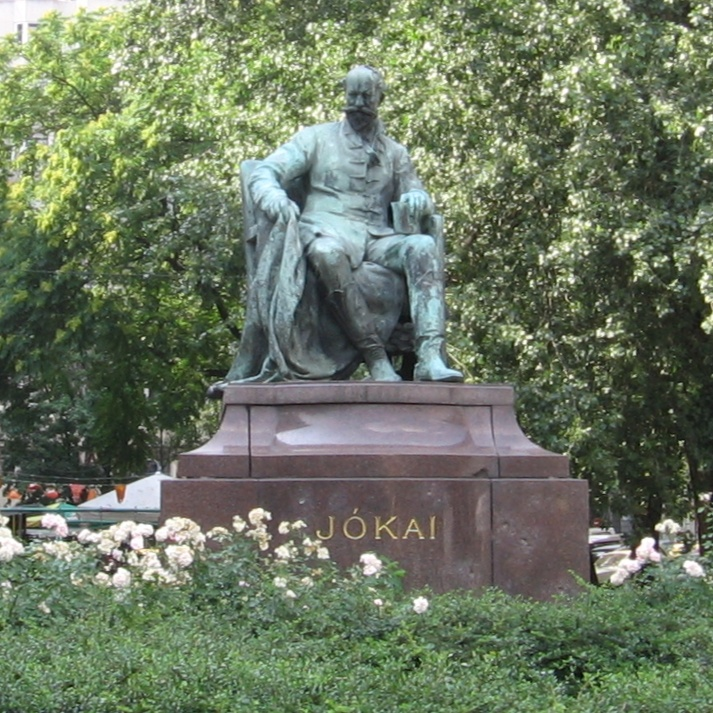
Pomník v Budapešti
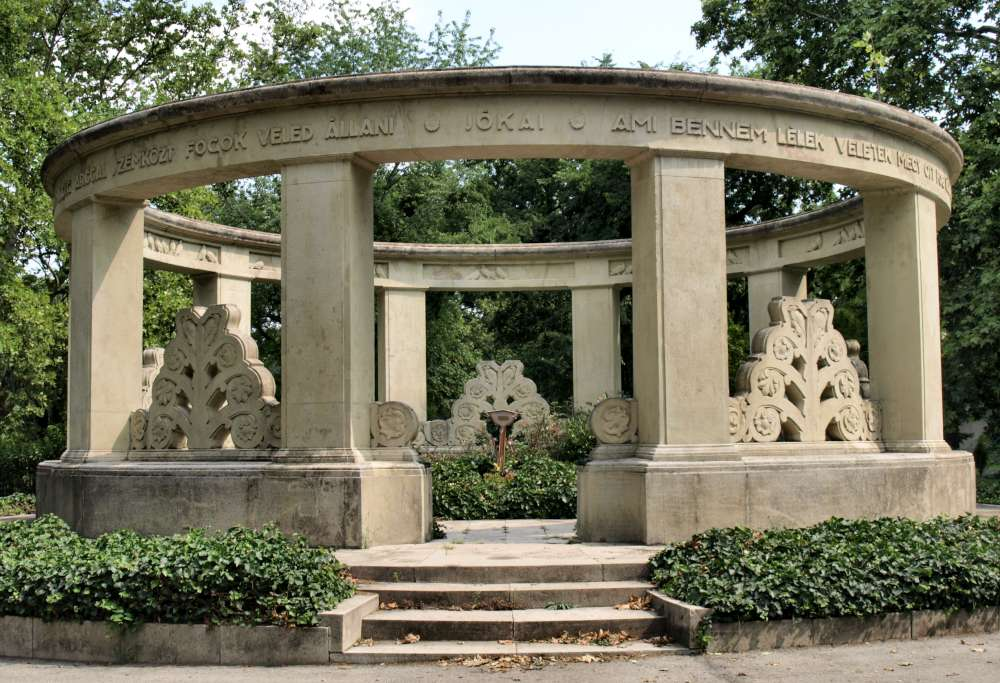
hrob Móra Jókaie na hřbitově Kerepesi